# Carlos Washington Yépez Naranjo
Carlos Washington Yépez Naranjo (* 15. Oktober 1972 in Pallatanga, Provinz Chimborazo) ist ein ecuadorianischer römisch-katholischer Geistlicher und Bischof von Tulcán.

## Leben
Carlos Washington Yépez Naranjo studierte Philosophie und Theologie am Priesterseminar Cristo Sacerdote und empfing am 26. März 2003 das Sakrament der Priesterweihe für das Bistum Riobamba.
Nach weiteren Studien an der Päpstlichen Universität Gregoriana in Rom erwarb er das Lizenziat in spiritueller Theologie. Neben verschiedenen Aufgaben in der Pfarrseelsorge gehörte er der diözesanen Kommission für die Berufungspastoral an und war am Priesterseminar von Riobamba in der Priesterausbildung tätig. Als Bischofsvikar war er für die Fortbildung des jüngeren Klerus verantwortlich. Während der Vakanz des Bistums Riobamba in den Jahren 2021 und 2022 war er ständiger Vertreter des Apostolischen Administrators. Der neuernannte Bischof von Riobamba, José Bolivar Piedra Aguirre, ernannte ihn im November 2022 zu seinem Generalvikar. Außerdem war er zuletzt Pfarrer der Pfarrei La Dolorosa sowie Polizei- und Gefängnisseelsorger in Riobamba.
Papst Franziskus ernannte ihn am 16. Mai 2023 zum Bischof von Tulcán. Der Apostolische Nuntius in Ecuador, Erzbischof Andrés Carrascosa Coso, spendete ihm am 22. Juli desselben Jahres im Auditorium maximum der Universidad Politécnica Estatal del Carchi in Tulcán die Bischofsweihe. Mitkonsekratoren waren der Erzbischof von Quito, Alfredo Espinoza Mateus SDB, und Weihbischof Vincente Danilo Echeverría Verdesoto aus Quito, der das Bistum Tulcán während der Sedisvakanz mehr als zwei Jahre lang als Apostolischer Administrator verwaltet hatte.